# Pelecopsis crassipes
Pelecopsis crassipes är en spindelart som beskrevs av Andrei V. Tanasevitch 1987. Pelecopsis crassipes ingår i släktet Pelecopsis och familjen täckvävarspindlar. Inga underarter finns listade i Catalogue of Life.